# Василько де Серецки, Александру (барон)
Барон Александру Василько де Серецки (фон Серецки) (рум. Alexandru Wassilko de Serecki; 1827—1893) — румынский промышленный, политический и государственный деятель — действительный тайный советник (1888).

## Биография
Родился 17 декабря 1827 года в имении в селе Берегомет, Австрийская империя (ныне Вижницкий район Черновицкой области Украины); происходил из румынского рода Василько де Серецки. Сын барона Иордачи Василько де Серецки и его жены Anei de Calmuțchi (1811—1896).
Рос и получил начальное образование в имении своего отца. Затем посещал лицей № 1 имени Михая Эминеску в Черновцах, где получил в 1846 году степень бакалавра в 1846 году с отличием. Затем изучал философию и право в университетах Черновцов и Львова.
С 1850 года Александру Серецки работал юристом в Черновцах, а в 1859 году стал управлять имениями своего больного отца. Вскоре стал членом партии Partidului Conservator Autonomist Român в Буковине. В 1862 году начал активную политическую карьеру, когда был избран одним из их представителей партии в Сейм Буковины. В 1863 году он основал общество «Junimea» — весьма влиятельное интеллектуальное, культурное и политическое румынское сообщество XIX века, впоследствии став его почетным членом. 24 февраля 1867 года император Франц Иосиф I назначил его преемником своего отца в качестве члена Верхней палаты (Herrenhaus) Австро-Венгерской империи. Александру Серецки был единственным представителем Буковинского княжества в этой палате в течение тринадцати лет. С 1870 по 1871 год и с 1884 по 1892 год он занимал должность губернатора Буковинского княжества (Ducatului Bucovinei).
Благодаря своим хорошим отношениям с венским двором, Серецки добился того, что в 1876 году румынский язык был утвержден в качестве языка обучения в лицее Lyceum of Suczawa в городе Сучава. Разрешение преподавать на румынском языке в специальных классах средних школ в Черновцах последовало несколько лет спустя. Он также считал, что все граждане имеют право свободно исповедовать свою религию и культуру, а также на признание своего родного языка, но под эгидой Габсбургской монархии. После основания Румынского королевства в 1881, году Александру Серецки был противником растущего числа сторонников соединения Буковины с Румынией. Выступал за юридическое признание немецкого, румынского и русского языков, подчеркивая, что немецкий язык является общей связью всех народов Австрийской империи.
Поддерживал развитие промышленности в Буковине — был в числе акционеров «Буковинской нефтяной ассоциации» (Asociația de Petrol Bucovina), участвовал в расширении железнодорожной сети, в частности строительстве 57-километрового пути между Глыбокой и Берегометом, которое было открыто 30 ноября 1886 года. Этот маршрут использовался главным образом для перевозки древесины из его же лесов. Также создал лесотранспортные компании и другие промышленные объекты. Серецки владел 28 000 га земли и был крупнейшим землевладельцем не только в Буковине, но и во всей Австрийской империи.
Умер 20 августа 1893 года в селе Лопушна ныне Черновицкой области Украины.
В числе наград имел орден Железной короны 2-й степени (1885). Был членом Антропологического общества (Societății Antropologice) и почётным членом Австрийской академии наук (Academiei de Știință al Austriei).

### Семья
16 июня 1859 года в Глиницком замке (Castelul Hlinița) женился на Екатерине де Флондор (Ecaterina de Flondor, 1843—1920), дочери землевладельца и владельца Глиницкого замка — Йордачи Риттера де Флондор (Iordache Ritter de Flondor, 1798—1868). В семье родилось четверо сыновей:
- Георг (1864—1940) — государственный и политический деятель;
- Стефан (1869—1933) — военный и государственный деятель;
- Александру (1871—1920) — военный деятель, подполковник кавалерии Австрийской имперской армии;
- Виктор[рум.] (1872—1934) — военный деятель и священник.

В 1918 году по решению императора Австрии Карла I все братья были возведены за их верность государству в графское звание. Семья Серецки была единственной румынской семьей, все члены которой носили титул графа.